# ستيف هاوي
ستيف هاوي (بالإنجليزية: Steve Howey)‏ هو ممثل أمريكي، ولد في 12 يوليو 1977 بسان أنطونيو في الولايات المتحدة.

## أعمال

### أفلام
- (2006) ميت أو حي[4]
- (2009) حروب العرائس[5][6]
- (2014) في عينيك

### مسلسلات
- الفتاة الجديدة

## وصلات خارجية
- ستيف هاوي على موقع IMDb (الإنجليزية)
- ستيف هاوي على موقع ألو سيني (الفرنسية)
- ستيف هاوي على موقع أول موفي (الإنجليزية)
- ستيف هاوي على موقع قاعدة بيانات الأفلام السويدية (السويدية)
- ستيف هاوي على موقع إن إن دي بي (الإنجليزية)
- ستيف هاوي على موقع قاعدة بيانات الفيلم (الإنجليزية)
- ستيف هاوي على موقع كينوبويسك (الروسية)